# Xã Rock Grove, Quận Floyd, Iowa
Xã Rock Grove (tiếng Anh: Rock Grove Township) là một xã thuộc quận Floyd, tiểu bang Iowa, Hoa Kỳ. Năm 2010, dân số của xã này là 1.766 người.